# Contea di Kosciusko
La contea di Kosciusko (in inglese Kosciusko County) è una contea dello Stato dell'Indiana, negli Stati Uniti. La popolazione al censimento del 2000 era di 74 057 abitanti. Il capoluogo di contea è Warsaw.